# 多不飽和脂肪酸

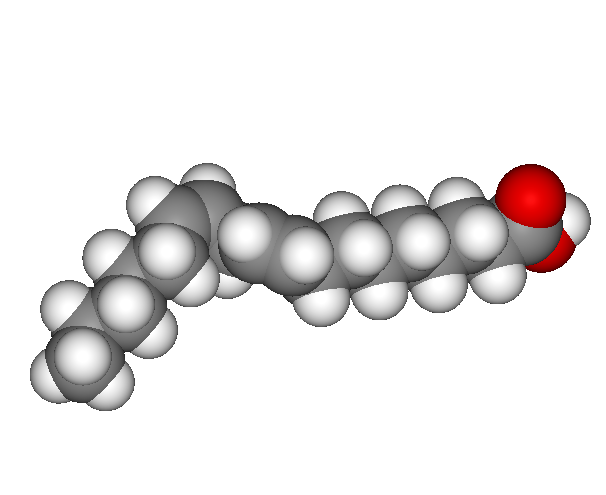
亞麻油酸的分子結構

多不飽和脂肪酸（英語：polyunsaturated fatty acid），俗稱多元不飽和脂肪酸，是兩類不飽和脂肪酸之一，分子中有多於一個雙鍵，相比之下單不飽和脂肪酸則只有一個雙鍵，其餘為單鍵。它必須從食物中攝取。常見的這類脂肪酸包括亞麻油酸及Γ-亚麻酸。紅花籽油、粟米油、大豆油、葵花籽油及果仁均相對含有較多這類脂肪。這類脂肪在室溫下呈液體狀。
現代醫學普遍認為，多不飽和脂肪酸會降低低密度脂蛋白膽固醇（壞膽固醇，LDL），並提升高密度脂蛋白膽固醇（好膽固醇，HDL），相對比飽和脂肪健康，但容易令細胞老化。

## 多元不飽和脂肪酸列表

### ω-3多元不饱和脂肪酸
- α-亚麻酸（ALA）
- 十八碳四烯酸（SDA）
- 二十碳五烯酸（EPA）
- 二十二碳六烯酸（DHA）

### ω-6多元不饱和脂肪酸
- 亚油酸（LA）
- γ-亚麻酸（GLA）
- 二十碳三烯酸（DGLA）
- 花生四烯酸（Arachidonic acid;AA）
- 腎上腺酸（Docosatetraenoic acid）